# Andreaea subulata
Andreaea subulata là một loài rêu trong họ Andreaeaceae. Loài này được Harv. mô tả khoa học đầu tiên năm 1840.